# Валентин Гомес Фаріас
Валентин Гомес Фаріас (ісп. Valentín Gómez Farías; 14 лютого 1781, Гвадалахара — 5 липня 1858, Мехіко) — ліберальний мексиканський політик, який кілька разів займав президентську посаду у період 1833 — 1846 років.